# Представництво НАТО в Україні
Представництво НАТО в Україні — офіційне представництво НАТО в Україні, яке має статус дипломатичної місії.

## Історія
Представництво НАТО в Україні створено у вересні 2015 року. До його складу увійшли два вже існуючих офіси: Центр інформації та документації НАТО і Офіс зв’язку НАТО в Україні. Центр інформації та документації НАТО було відкрито у Києві у травні 1997 року з метою забезпечення зусиль, спрямованих на інформування української громадськості щодо діяльності НАТО і переваг співробітництва між Україною і НАТО.
Центр інформації та документації НАТО структурно входив до Відділу преси та інформації НАТО (нині Управління громадської дипломатії) і був першим інформаційним представництвом Альянсу в країні-партнері з вільним доступом для усіх громадян. Офіс зв’язку НАТО в Україні створено у Києві у квітні 1999 року з метою забезпечення участі України у програмі «Партнерство заради миру» (ПЗМ) і сприяння просуванню зусиль України у сфері оборонної реформи.
22 вересня 2015 року було підписано Угоду між Урядом України та Організацією Північноатлантичного договору про статус представництва НАТО в Україні, яка визначила, що майбутнє Представництво складатиметься з Офісу зв'язку НАТО та Центру інформації та документації НАТО, як двох окремих складових. Угода ратифікована 4 лютого 2016 року.
Офіційно Представництво НАТО в Україні утворене 1 березня 2016 року, в день набрання чинності Законом про ратифікацію Угоди.

Приміщення Представництва урочисто відкрите 10 липня 2017 року, за участі генерального секретаря НАТО Єнса Столтенберга. За словами Віце-прем'єр-міністра з питань європейської та євроатлантичної інтеграції України Іванни Климпуш-Цинцадзе: 
|  | НАТО вперше створює таке унікальне дипломатичне представництво в країні-партнері, яка має особливий статус. В жодній іншій країні-партнері такого повномасштабного дипломатичного представництва НАТО не існує. |

## Завдання Представництва НАТО в Україні
Детальніші відомості з цієї теми ви можете знайти в статті Центр інформації та документації НАТО в Україні#Місія і діяльність.
Детальніші відомості з цієї теми ви можете знайти в статті Офіс зв'язку НАТО в Україні.
Відповідно до Угоди про статус Представництва НАТО в Україні, завданнями Представництва є:
- Сприяння посиленню та розширенню участі України у всіх заходах співробітництва в рамках Хартії про особливе партнерство між Україною та НАТО, Річної національної програми, Програми «Партнерство заради миру», Плану роботи Військового комітету з Україною та будь-яких інших форм співпраці, узгодженими між Україною та НАТО;
- Надання дорадчої допомоги українським державним органам та офіційним особам;
- Сприяння створенню стратегічного партнерства між НАТО, державними органами України та громадськими організаціями в Україні.

## Глави представництва НАТО в Україні
| N | Представляє | Громадянство    | Посол               | Зображення | Термін        |
| - | ----------- | --------------- | ------------------- | ---------- | ------------- |
| 1 | НАТО        | Нідерланди      | Александер Вінніков |            | (2016 — 2022) |
| 2 | НАТО        | Велика Британія | Карен МакТір        |            | (2022 —)      |